# Société historique et littéraire polonaise
Ne doit pas être confondu avec Société historique polonaise.

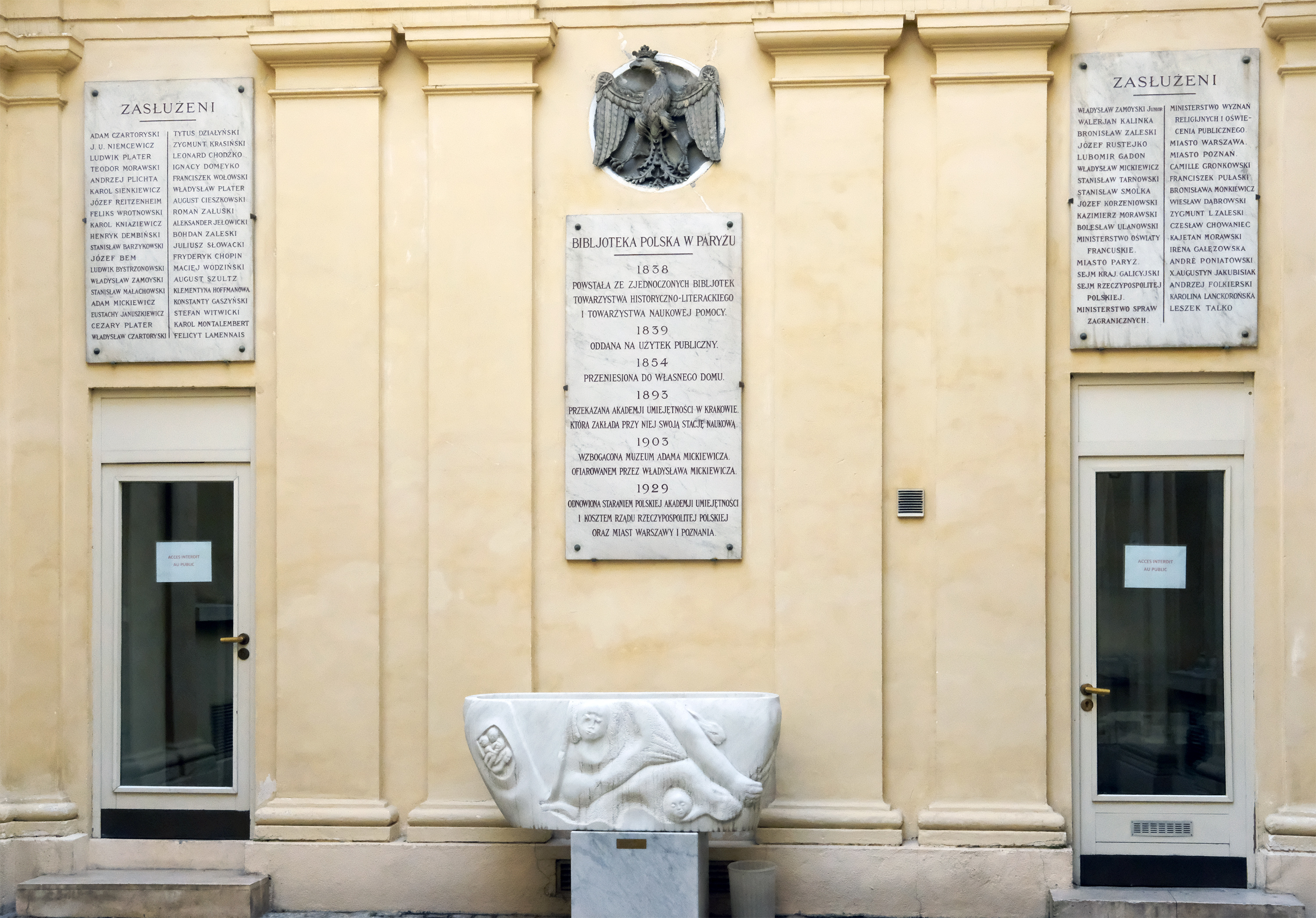
Entrée de la SHLP.

La Société historique et littéraire polonaise (ou SHLP) est une association reconnue d'utilité publique par l'empereur Napoléon III par décret du 10 juin 1866, créée en 1832 par les grands patriotes polonais réfugiés en France après l’échec de l’insurrection de novembre 1830. L'institution a eu une immense influence sur la préservation de l’identité nationale polonaise et la restauration de l’indépendance polonaise à la suite du traité de Versailles (après 123 ans de partition).
Toujours en activité, elle favorise le développement des études de l'histoire, de la littérature, de l'art polonais. Elle a aussi pour objet le dialogue entre les cultures française et polonaise et plus généralement entre celle des pays de l'Europe centrale et de l'Est d'une part et de l'Ouest d'autre part. Son siège se trouve au 6, quai d’Orléans à Paris.

## Origine
La société fut fondée en 1832, sous le titre de Société littéraire polonaise par des émigrés polonais, le prince Adam Czartoryski, qui en deviendra le premier président, et le comte Alexandre Walewski, fils naturel de Napoléon Ier et futur ministre des Affaires étrangères de Napoléon III.
À l'origine, son but était de publier et de distribuer en langue française des mémoires et des notes relatives aux affaires polonaises. Les circonstances ont modifié progressivement les objectifs de la Société. Elle a résolu de s'occuper non seulement du présent mais aussi du passé en créant un Comité d'histoire qui se proposait de rechercher dans les archives occidentales tous les documents intéressant l'ancienne Pologne. Ce comité avait pour président le poète Julien-Ursin Niemcewicz.
Son but était de collecter les documents ayant trait à l'histoire et la culture polonaise, afin de pouvoir lutter, depuis la France, contre la germanisation et la russification de la Pologne. Les membres très éminents de cette société sont nombreux. Parmi les treize membres fondateurs le général Józef Bem, héros de la révolution hongroise de 1848, Alphonse d'Herbelot, Théodore Morawski, Ludwik Plater, le général Jan Umiński. Parmi ces membres polonais prestigieux il y avait Frédéric Chopin, Adam Mickiewicz, Zygmunt Krasiński, Juliusz Słowacki, Cyprian Norwid, Aleksander Jełowicki, Joachim Lelewel et les généraux Józef Dwernicki et Henryk Dembiński, Léonard Chodzko, mais aussi de nombreux Français de premier plan : George Sand, Lamennais, Alfred de Vigny, le marquis de La Fayette, David d’Angers, Charles de Montalembert, Jules Michelet, Edgar Quinet, Prosper Mérimée. 
Face à la destruction des bibliothèques polonaises de Varsovie, de Vilna et de Krzemieniec, ainsi que du transfert à Saint-Pétersbourg des collections scientifiques, Adam Mickiewicz rédigea un appel invitant à fonder à Paris une bibliothèque de documentation sur la Pologne. La Bibliothèque polonaise de Paris dont les principaux créateurs sont le prince Adam Czartoryski, Adam Mickiewicz, le général Karol Kniaziewicz, le poète Julien-Ursin Niemcewicz et l’historien Karol Sienkiewicz fut ouverte au public en 1839, au 10, rue Duphot où elle réunissait alors 2 194 volumes, 147 cartes et des objets d'art. 
En 1854, la Société littéraire et la Bibliothèque polonaise déménagent vers leur siège actuel, au 6 quai d'Orléans. L'institution alors prend son titre définitif de Société historique et littéraire polonaise (après la fusion de la Société littéraire, du comité historique fondé en 1836, du bureau statistique ouvert en 1838 et de la société d'aide scientifique).  
Deux présidents se succéderont après Adam Czartoryski : Ladislas Mickiewicz, le fils d'Adam Mickiewicz, et Franciszek Pułaski.

## Évolution auxXXeetXXIesiècles
Jusqu'en 1918, la Société historique et littéraire polonaise et la Bibliothèque polonaise de Paris constituèrent l'incarnation intellectuelle du lien d'union avec la Pologne partagée par les empires russe, prussien et autrichien.   
La renaissance de la Pologne, comme l'action de l'Académie polonaise des arts et sciences de Cracovie (PAU) favorisa une intense coopération culturelle, artistique et scientifique franco-polonaise, couronnée par la création d'un centre d'études polonaises à Paris.  
L'institution connaîtra des heures sombres au cours de l'occupation allemande durant la Seconde Guerre mondiale, où le bâtiment fut dévasté par l'occupant et ses collections seront éparpillées et ses bâtiments détruits. À partir de 1945, elle s'efforcera de récupérer ce qui a pu être perdu durant l'Occupation. Malheureusement, les collections furent largement amputées.  
Durant la guerre froide, la Société historique et littéraire polonaise et la Bibliothèque polonaise de Paris ont refusé de passer sous contrôle des autorités communistes de Varsovie. Elles s'attachèrent à défendre une culture polonaise libre, confortées dans cette attitude par la décision de l'Assemblée nationale française en 1959.  
Depuis 1989 on assiste à une renaissance de l'institution grâce aux subsides accordés par le gouvernement polonais et diverses fondations polonaises telle que la Fondation Zygmunt-Zaleski, mais aussi le Sénat polonais, la Fondation pour la Science polonaise (FNP), le ministère français de la culture et le conseil régional d'Île-de-France. Diverses collaborations sont engagées avec l'Institut polonais de Paris.
Tout au long de ce siècle, l'institution restera en contact avec les intellectuels et des personnalités telles que Maria Skłodowska-Curie (vice-présidente dans les années 1920), Paul Cazin, André Gide, Henri de Montfort, Bronisław Geremek ou Hélène Carrère d'Encausse. 
L'actuel président de la Société historique et littéraire polonaise, directeur de la Bibliothèque polonaise de Paris, est le physicien C. Pierre Zaleski.

## Sources
- Revue La Lettre diplomatique
- Janina Ponty, Polonia : Des Polonais en France de 1830 à nos jours, Cité nationale de l'histoire de l'immigration (28 février 2011)